# Reformisme
El reformisme és una tendència política partidària de la transformació progressiva de la societat capitalista dins el marc de les institucions vigents, mitjançant reformes legislatives successives i sense recórrer a la violència.
El reformisme entén que la societat de qualsevol país o institució està sotmesa al temps i a l'evolució i, per tant, manté una constant arrel de transformació necessària per seguir essent un instrument útil. El reformisme no defensa la Revolució o els actes violents que es desemboquen de la demanda de canvis. Un reformista és en realitat un antirevolucionari que s'hi oposa frontalment entenent que son més útils els canvis pausats, progressius i ben estudiats.